# Stenelmis lignicola
Stenelmis lignicola là một loài bọ cánh cứng trong họ Elmidae. Loài này được Schmude & Brown in Schmude, Barr & Brown miêu tả khoa học năm 1992.